# Провадија
Провадија  (буг. Провадия) град је у Републици Бугарској, у источном делу земље, седиште истоимене општине Провадија у оквиру Варненске области.

## Географија
Положај: Провадија се налази у источном делу Бугарске. Од престонице Софије град је удаљен 450 km источно, а од обласног средишта, Варне град је удаљен 50 km западно.
Рељеф: Област Провадије се налази недалеко од Црног мора, у подручју приобалног побрђа, познатог као Лудогорје. Град је смештен у омањој долини, на 50-70 m надморске висине.
Клима: Клима у Провадији је континентална.
Воде: Провадија се налази у подручју са више мањих водотока.

## Историја
Област Провадије је првобитно било насељено Трачанима, а после њих овом облашћу владају стари Рим и Византија. Јужни Словени ово подручеје насељавају у 7. веку. Од 9. века до 1388. године област је била у саставу средњовековне Бугарске. Тада се насеље са тврђавом називало Овеч.
Крајем 14. века област Провадије је пала под власт Османлија, који владају облашћу 5 векова.
Године 1878. град је постао део савремене бугарске државе. Насеље постоје убрзо средиште окупљања за села у околини, са више јавних установа и трговиштем.

## Становништво
По проценама из 2010. године Провадија је имао око 13.000 становника. Већина градског становништва су етнички Бугари. Остатак су махом Роми. Претежан вероисповест месног становништва је православље. Последњих деценија град губи становништво.

## Галерија
- Средњовековна трђава Овеч
- Средиште Провадије
- Предео око града